# Order Czerwonego Smoka
Order Czerwonego Smoka (chiń. upr. 赤龙奖章; chiń. trad. 赤龙勋章; pinyin Chìlóng jiǎngzhāng) – jednoklasowy chiński order istniejący w końcowym okresie rządów dynastii Qing.
Ustanowiony wraz z kilkoma innymi orderami 20 marca 1911 przez sprawującego regencję Zaifenga, księcia Chun, w imieniu małoletniego cesarza Puyi. Nadawany książętom krwi drugiej i trzeciej rangi, a także członkom domu panującego czwartej i piątej rangi oraz urzędnikom pierwszej rangi w uznaniu szczególnych zasług.